# Zerind
Zerind (en hongrois : Nagyzerénd) est une commune du județ d'Arad, Roumanie qui compte 1 320 habitants.
La commune est composée de 2 villages : Iermata Neagră et Zerind.

## Culture
D'après le recensement de 2011, la commune compte 1 320 habitants, en forte baisse par rapport au recensement de 2002 où elle en comptait 1 466.